# Гырбиште
Гырбиште (болг. Гърбище) — село в Болгарии. Находится в Кырджалийской области, входит в общину Ардино. Население составляет 163 человека.

## Политическая ситуация
В местном кметстве Гырбиште, в состав которого входит Гырбиште, должность кмета (старосты) исполняет Турсун Азис Хусни (Земледельческий народный союз (ЗНС)) по результатам выборов.
Кмет (мэр) общины Ардино — Ресми Мехмед Мурад (Движение за права и свободы (ДПС)) по результатам выборов.